# Buongiorno bell'anima
Buongiorno bell'anima è un singolo del cantautore italiano Biagio  Antonacci, pubblicato il 14 dicembre 2010 come quarto estratto dall'undicesimo album in studio Inaspettata.

## Tracce
1. Buongiorno bell'anima – 4:12